# Tata Matilda
Tata Matilda (in inglese Nurse Matilda o Nanny McPhee) è un personaggio dell'omonima serie di libri per ragazzi scritta da Christianna Brand e illustrata da Edward Ardizzone.

## Il personaggio
Tata Matilda si presenta come una donna molto brutta, dal viso bulboso e il naso storto. Indossa abiti scuri e porta sempre con sé un bastone. Nonostante il suo aspetto buffo, la donna sa essere molto severa, e sfrutta le sue abilità magiche per farsi temere e rispettare quando i bambini che accudisce non rispettano le regole. Tata Matilda appare nei tre omonimi romanzi (Tata Matilda, 1964; Tata Matilda va in città, 1967; Tata Matilda va all'ospedale, 1974) e nei rispettivi adattamenti cinematografici (Nanny McPhee - Tata Matilda, 2005; Tata Matilda e il grande botto, 2010).